# Élections départementales de 2021 dans l'Indre
Les élections départementales dans l'Indre ont lieu les 20 et 27 juin 2021.

## Contexte départemental

### Assemblée départementale sortante
Avant les élections, le conseil départemental de l'Indre est présidé par Serge Descout (LR). 
Il comprend 26 conseillers départementaux issus des 13 cantons de l'Indre. 
| Président du conseil départemental   |       |       |      |                         |
| Serge Descout (LR)                   |       |       |      |                         |
| Parti                                | Sigle | Sigle | Élus | Groupes                 |
| Majorité (20 sièges)                 |       |       |      |                         |
| Les Républicains                     |       | LR    | 11   | Majorité départementale |
| Divers droite                        |       | DVD   | 4    | Majorité départementale |
| Union des démocrates et indépendants |       | UDI   | 4    | Majorité départementale |
| Mouvement radical                    |       | MR    | 1    | Majorité départementale |
| Opposition (6 sièges)                |       |       |      |                         |
| Parti socialiste                     |       | PS    | 4    | Indre autrement         |
| Divers gauche                        |       | DVG   | 2    | Indre autrement         |

## Système électoral
Les élections ont lieu au scrutin majoritaire binominal à deux tours. Le système est paritaire : les candidatures sont présentées sous la forme d'un binôme composé d'une femme et d'un homme avec leurs suppléants (une femme et un homme également).
Pour être élu au premier tour, un binôme doit obtenir la majorité absolue des suffrages exprimés et un nombre de suffrages au moins égal à 25 % des électeurs inscrits. Si aucun binôme n'est élu au premier tour, seuls peuvent se présenter au second tour les binômes qui ont obtenu un nombre de suffrages au moins égal à 12,5 % des électeurs inscrits, sans possibilité pour les binômes de fusionner. Est élu au second tour le binôme qui obtient le plus grand nombre de voix.

## Résultats à l'échelle du département

### Résultats par nuances du ministère de l'Intérieur
Les nuances utilisées par le ministère de l'Intérieur ne tiennent pas compte des alliances locales.
| Binômes                  | Binômes                              | Binômes                  | Premier tour | Premier tour | Premier tour | Second tour | Second tour   | Second tour | Total | +/-           |  |
| Binômes                  | Binômes                              | Binômes                  | Voix         | %            | Sièges       | Voix        | %             | Sièges      | Total | +/-           |  |
| ------------------------ | ------------------------------------ | ------------------------ | ------------ | ------------ | ------------ | ----------- | ------------- | ----------- | ----- | ------------- |  |
|                          | Divers droite                        | DVD                      | 15 887       | 28,42        | 0            | 19 590      | 36,32         | 12          | 12    | 12            |  |
|                          | Rassemblement national               | RN                       | 11 648       | 20,83        | 0            | 4 535       | 8,41          | 0           | 0     | en stagnation |  |
|                          | Union à gauche avec des écologistes  | UGE                      | 5 950        | 10,64        | 0            | 7 094       | 13,15         | 2           | 2     | Nv.           |  |
|                          | Union à droite                       | UD                       | 5 397        | 9,65         | 0            | 6 218       | 11,53         | 4           | 4     | 16            |  |
|                          | Divers centre                        | DVC                      | 3 686        | 6,59         | 0            | 4 160       | 7,71          | 2           | 2     | Nv.           |  |
|                          | Union à gauche                       | UG                       | 3 345        | 5,98         | 0            | 3 447       | 6,39          | 0           | 0     | 2             |  |
|                          | Divers gauche                        | DVG                      | 2 478        | 4,43         | 0            | 2 478       | 4,59          | 2           | 2     | 2             |  |
|                          | Les Républicains                     | LR                       | 2 232        | 3,99         | 0            | 2 724       | 5,05          | 2           | 2     | 2             |  |
|                          | Union des démocrates et indépendants | UDI                      | 1 831        | 3,27         | 0            | 2 749       | 5,10          | 2           | 2     | 2             |  |
|                          | Écologistes                          | ECO                      | 723          | 1,29         | 0            | 944         | 1,75          | 0           | 0     | en stagnation |  |
|                          | Parti socialiste                     | SOC                      | 923          | 1,65         | 0            |             |               |             | 0     | 4             |  |
|                          | Union au centre et à gauche          | UCG                      | 589          | 1,23         | 0            | 0           | Nv.           |             |       |               |  |
|                          | Parti communiste français            | COM                      | 655          | 1,17         | 0            | 0           | en stagnation |             |       |               |  |
|                          | La France insoumise                  | FI                       | 466          | 0,83         | 0            | 0           | en stagnation |             |       |               |  |
|                          |                                      |                          |              |              |              |             |               |             |       |               |  |
| Suffrages exprimés       | Suffrages exprimés                   | Suffrages exprimés       | 55 910       | 94,02        |              | 53 939      | 90,68         |             |       |               |  |
| Votes blancs             | Votes blancs                         | Votes blancs             | 2 166        | 3,64         | 3 601        | 6,05        |               |             |       |               |  |
| Votes nuls               | Votes nuls                           | Votes nuls               | 1 390        | 2,34         | 1 940        | 3,26        |               |             |       |               |  |
| Total                    | Total                                | Total                    | 59 466       | 100          | 0            | 59 480      | 100           | 26          | 26    | en stagnation |  |
| Abstentions              | Abstentions                          | Abstentions              | 106 373      | 64,14        |              | 106 374     | 64,14         |             |       |               |  |
| Inscrits / participation | Inscrits / participation             | Inscrits / participation | 165 839      | 35,86        | 165 854      | 35,86       |               |             |       |               |  |

### Élus par canton
La droite renforce sa majorité en remportant un canton supplémentaire : celui d'Ardentes. Le scrutin est marqué également par une grande stabilité. L'opposition de gauche est réduite aux élus des cantons d'Argenton-sur-Creuse et d'Issoudun.
| Canton                | Conseiller Sortant       | Parti | Parti | Conseiller Élu              | Parti | Parti |
| --------------------- | ------------------------ | ----- | ----- | --------------------------- | ----- | ----- |
| Ardentes              | Mélanie Chapuis          |       | PS    | Gilles Caranton             |       | DVD   |
| Ardentes              | Jean Petitprêtre         |       | PS    | Nolwenn Fortuit             |       | DVD   |
| Argenton-sur-Creuse   | Jean-Claude Blin         |       | PS    | François Avisseau           |       | DVG   |
| Argenton-sur-Creuse   | Jocelyne Giraud          |       | PS    | Anne-Claude Moisan-Lefèbvre |       | EÉLV  |
| Le Blanc              | Gérard Blondeau          |       | LR    | Gérard Blondeau             |       | LR    |
| Le Blanc              | Françoise Perrot         |       | LR    | Nathalie Corbeau            |       | DVD   |
| Buzançais             | Régis Blanchet           |       | MR    | Régis Blanchet              |       | MR    |
| Buzançais             | Frédérique Mériaudeau    |       | DVD   | Frédérique Mériaudeau       |       | DVD   |
| Châteauroux-1         | Michel Blondeau          |       | UDI   | Marc Fleuret                |       | UDI   |
| Châteauroux-1         | Florence Petipez         |       | LR    | Florence Petipez            |       | LR    |
| Châteauroux-2         | Jean-Yves Hugon          |       | DVD   | Jean-Yves Hugon             |       | DVD   |
| Châteauroux-2         | Imane Jbara-Sounni       |       | DVD   | Imane Jbara-Sounni          |       | DVD   |
| Châteauroux-3         | Marc Fleuret             |       | UDI   | Gil Avérous                 |       | LR    |
| Châteauroux-3         | Chantal Monjoint         |       | LR    | Chantal Monjoint            |       | LR    |
| La Châtre             | Serge Descout            |       | LR    | François Daugeron           |       | DVD   |
| La Châtre             | Michèle Selleron         |       | DVD   | Michèle Selleron            |       | DVD   |
| Issoudun              | Lucie Barbier            |       | DVG   | Lucie Barbier               |       | DVG   |
| Issoudun              | Michel Bougault          |       | DVG   | Michel Bougault             |       | DVG   |
| Levroux               | Nadine Bellurot          |       | LR    | Nadine Bellurot             |       | LR    |
| Levroux               | Éric Van Remoortere      |       | LR    | Philippe Metivier           |       | LR    |
| Neuvy-Saint-Sépulchre | Michel Blin              |       | LR    | Virginie Fontaine           |       | DVD   |
| Neuvy-Saint-Sépulchre | Marie-Jeanne Lafarcinade |       | DVD   | Christian Robert            |       | DVD   |
| Saint-Gaultier        | Lydie Lacou              |       | LR    | Lydie Lacou                 |       | LR    |
| Saint-Gaultier        | Gérard Mayaud            |       | UDI   | Gérard Mayaud               |       | UDI   |
| Valençay              | Claude Doucet            |       | UDI   | Claude Doucet               |       | UDI   |
| Valençay              | Mireille Duvoux          |       | LR    | Mireille Duvoux             |       | LR    |

## Résultats par canton
Les binômes sont présentés par ordre décroissant des résultats au premier tour. En cas de victoire au second tour du binôme arrivé en deuxième place au premier, ses résultats sont indiqués en gras. 

### Canton d'Ardentes
| Candidats                | Candidats                | Partis                   | Nuance                   | Premier tour | Premier tour | Second tour | Second tour |
| Candidats                | Candidats                | Partis                   | Nuance                   | Voix         | %            | Voix        | %           |
| ------------------------ | ------------------------ | ------------------------ | ------------------------ | ------------ | ------------ | ----------- | ----------- |
|                          | Gilles Caranton          | DVD                      | DVD                      | 1 982        | 45,62        | 2 598       | 60,56       |
|                          | Nolwenn Fortuit          | DVD                      | DVD                      | 1 982        | 45,62        | 2 598       | 60,56       |
|                          | Mélanie Chapuis          | PS                       | UGE                      | 1 352        | 31,12        | 1 692       | 39,44       |
|                          | Jean-Michel Roualdes     | EÉLV                     | UGE                      | 1 352        | 31,12        | 1 692       | 39,44       |
|                          | Philippe Berthomiers     | RN                       | RN                       | 1 011        | 23,27        |             |             |
|                          | Nathalie Taureau         | RN                       | RN                       | 1 011        | 23,27        |             |             |
|                          |                          |                          |                          |              |              |             |             |
| Suffrages exprimés       | Suffrages exprimés       | Suffrages exprimés       | Suffrages exprimés       | 4 345        | 94,81        | 4 290       | 91,96       |
| Votes blancs             | Votes blancs             | Votes blancs             | Votes blancs             | 146          | 3,19         | 231         | 4,95        |
| Votes nuls               | Votes nuls               | Votes nuls               | Votes nuls               | 92           | 2,01         | 144         | 3,09        |
| Total                    | Total                    | Total                    | Total                    | 4 583        | 100          | 4 665       | 100         |
| Abstention               | Abstention               | Abstention               | Abstention               | 9 100        | 66,51        | 9 019       | 65,91       |
| Inscrits / participation | Inscrits / participation | Inscrits / participation | Inscrits / participation | 13 683       | 33,49        | 13 684      | 34,09       |

### Canton d'Argenton-sur-Creuse
| Candidats                | Candidats                   | Partis                   | Nuance                   | Premier tour | Premier tour | Second tour | Second tour |
| Candidats                | Candidats                   | Partis                   | Nuance                   | Voix         | %            | Voix        | %           |
| ------------------------ | --------------------------- | ------------------------ | ------------------------ | ------------ | ------------ | ----------- | ----------- |
|                          | François Avisseau           | DVG                      | UGE                      | 2 130        | 44,44        | 2 550       | 54,89       |
|                          | Anne-Claude Moisan-Lefèbvre | EÉLV                     | UGE                      | 2 130        | 44,44        | 2 550       | 54,89       |
|                          | Alain Bossard               | DVD                      | DVD                      | 1 565        | 32,65        | 2 096       | 45,11       |
|                          | Laurence Rolland            | DVD                      | DVD                      | 1 565        | 32,65        | 2 096       | 45,11       |
|                          | Francis Bergeron            | RN                       | RN                       | 1 098        | 22,91        |             |             |
|                          | Isabelle Parmentier         | RN                       | RN                       | 1 098        | 22,91        |             |             |
|                          |                             |                          |                          |              |              |             |             |
| Suffrages exprimés       | Suffrages exprimés          | Suffrages exprimés       | Suffrages exprimés       | 4 793        | 93,09        | 4 646       | 89,95       |
| Votes blancs             | Votes blancs                | Votes blancs             | Votes blancs             | 209          | 4,06         | 324         | 6,27        |
| Votes nuls               | Votes nuls                  | Votes nuls               | Votes nuls               | 147          | 2,85         | 195         | 3,78        |
| Total                    | Total                       | Total                    | Total                    | 5 149        | 100          | 5 165       | 100         |
| Abstention               | Abstention                  | Abstention               | Abstention               | 8 254        | 61,58        | 8 237       | 61,46       |
| Inscrits / participation | Inscrits / participation    | Inscrits / participation | Inscrits / participation | 13 403       | 38,42        | 13 402      | 38,54       |

### Canton du Blanc
| Candidats                | Candidats                | Partis                   | Nuance                   | Premier tour | Premier tour | Second tour | Second tour |
| Candidats                | Candidats                | Partis                   | Nuance                   | Voix         | %            | Voix        | %           |
| ------------------------ | ------------------------ | ------------------------ | ------------------------ | ------------ | ------------ | ----------- | ----------- |
|                          | Gérard Blondeau          | LR                       | DVD                      | 2 766        | 54,09        | 3 466       | 69,09       |
|                          | Nathalie Corbeau         | DVD                      | DVD                      | 2 766        | 54,09        | 3 466       | 69,09       |
|                          | Laurent Moreau           | EÉLV                     | UGE                      | 1 297        | 25,36        | 1 551       | 30,91       |
|                          | Sylvie Perchez           | LFI                      | UGE                      | 1 297        | 25,36        | 1 551       | 30,91       |
|                          | Jean-Pierre Cantalupi    | RN                       | RN                       | 1 051        | 20,55        |             |             |
|                          | Fabienne Konieczny       | RN                       | RN                       | 1 051        | 20,55        |             |             |
|                          |                          |                          |                          |              |              |             |             |
| Suffrages exprimés       | Suffrages exprimés       | Suffrages exprimés       | Suffrages exprimés       | 5 114        | 94,65        | 5 017       | 92,50       |
| Votes blancs             | Votes blancs             | Votes blancs             | Votes blancs             | 179          | 3,31         | 267         | 4,92        |
| Votes nuls               | Votes nuls               | Votes nuls               | Votes nuls               | 110          | 2,04         | 140         | 2,58        |
| Total                    | Total                    | Total                    | Total                    | 5 403        | 100          | 5 424       | 100         |
| Abstention               | Abstention               | Abstention               | Abstention               | 8 535        | 61,24        | 8 514       | 61,08       |
| Inscrits / participation | Inscrits / participation | Inscrits / participation | Inscrits / participation | 13 938       | 38,76        | 13 938      | 38,92       |

### Canton de Buzançais
| Candidats                | Candidats                | Partis                   | Nuance                   | Premier tour | Premier tour | Second tour | Second tour |
| Candidats                | Candidats                | Partis                   | Nuance                   | Voix         | %            | Voix        | %           |
| ------------------------ | ------------------------ | ------------------------ | ------------------------ | ------------ | ------------ | ----------- | ----------- |
|                          | Régis Blanchet           | MR                       | DVC                      | 3 686        | 71,45        | 4 160       | 79,74       |
|                          | Frédérique Mériaudeau    | DVD                      | DVC                      | 3 686        | 71,45        | 4 160       | 79,74       |
|                          | Jean-Marc Wunsch         | RN                       | RN                       | 1 007        | 19,52        | 1 057       | 20,26       |
|                          | Huguette Zindstein       | RN                       | RN                       | 1 007        | 19,52        | 1 057       | 20,26       |
|                          | Maximillien Mesnard      | LFI                      | FI                       | 466          | 9,03         |             |             |
|                          | Coralie Porcher          | LFI                      | FI                       | 466          | 9,03         |             |             |
|                          |                          |                          |                          |              |              |             |             |
| Suffrages exprimés       | Suffrages exprimés       | Suffrages exprimés       | Suffrages exprimés       | 5 159        | 93,97        | 5 217       | 93,90       |
| Votes blancs             | Votes blancs             | Votes blancs             | Votes blancs             | 210          | 3,83         | 211         | 3,80        |
| Votes nuls               | Votes nuls               | Votes nuls               | Votes nuls               | 121          | 2,20         | 128         | 2,30        |
| Total                    | Total                    | Total                    | Total                    | 5 490        | 100          | 5 556       | 100         |
| Abstention               | Abstention               | Abstention               | Abstention               | 9 676        | 63,80        | 9 614       | 63,38       |
| Inscrits / participation | Inscrits / participation | Inscrits / participation | Inscrits / participation | 15 166       | 36,20        | 15 170      | 36,62       |

### Canton de Châteauroux-1
| Candidats                | Candidats                 | Partis                   | Nuance                   | Premier tour | Premier tour | Second tour | Second tour |
| Candidats                | Candidats                 | Partis                   | Nuance                   | Voix         | %            | Voix        | %           |
| ------------------------ | ------------------------- | ------------------------ | ------------------------ | ------------ | ------------ | ----------- | ----------- |
|                          | Marc Fleuret              | UDI                      | UD                       | 2 224        | 59,13        | 2 627       | 71,35       |
|                          | Florence Petipez          | LR                       | UD                       | 2 224        | 59,13        | 2 627       | 71,35       |
|                          | Antoine Léaument          | LFI                      | UG                       | 849          | 22,57        | 1 055       | 28,65       |
|                          | Brigitte Nicolas-Rabottin | DVG                      | UG                       | 849          | 22,57        | 1 055       | 28,65       |
|                          | Jacqueline Asselin        | RN                       | RN                       | 688          | 18,29        |             |             |
|                          | Daniel Pertin             | RN                       | RN                       | 688          | 18,29        |             |             |
|                          |                           |                          |                          |              |              |             |             |
| Suffrages exprimés       | Suffrages exprimés        | Suffrages exprimés       | Suffrages exprimés       | 3 761        | 92,18        | 3 682       | 89,85       |
| Votes blancs             | Votes blancs              | Votes blancs             | Votes blancs             | 185          | 4,53         | 251         | 6,12        |
| Votes nuls               | Votes nuls                | Votes nuls               | Votes nuls               | 134          | 3,28         | 165         | 4,03        |
| Total                    | Total                     | Total                    | Total                    | 4 080        | 100          | 4 098       | 100         |
| Abstention               | Abstention                | Abstention               | Abstention               | 8 702        | 68,08        | 8 687       | 67,95       |
| Inscrits / participation | Inscrits / participation  | Inscrits / participation | Inscrits / participation | 12 782       | 31,92        | 12 785      | 32,05       |

### Canton de Châteauroux-2
| Candidats                | Candidats                | Partis                   | Nuance                   | Premier tour | Premier tour | Second tour | Second tour |
| Candidats                | Candidats                | Partis                   | Nuance                   | Voix         | %            | Voix        | %           |
| ------------------------ | ------------------------ | ------------------------ | ------------------------ | ------------ | ------------ | ----------- | ----------- |
|                          | Jean-Yves Hugon          | DVD                      | DVD                      | 1 191        | 49,38        | 1 567       | 63,93       |
|                          | Imane Jbara-Sounni       | DVD                      | DVD                      | 1 191        | 49,38        | 1 567       | 63,93       |
|                          | Claudine Dejoux          | DVG                      | UG                       | 698          | 28,94        | 884         | 36,07       |
|                          | Hugues Fonty             | PS                       | UG                       | 698          | 28,94        | 884         | 36,07       |
|                          | Marie-Chantal Deschamps  | RN                       | RN                       | 523          | 21,68        |             |             |
|                          | Dominique Lanyi          | RN                       | RN                       | 523          | 21,68        |             |             |
|                          |                          |                          |                          |              |              |             |             |
| Suffrages exprimés       | Suffrages exprimés       | Suffrages exprimés       | Suffrages exprimés       | 2 412        | 93,78        | 2 451       | 91,52       |
| Votes blancs             | Votes blancs             | Votes blancs             | Votes blancs             | 78           | 3,03         | 126         | 4,71        |
| Votes nuls               | Votes nuls               | Votes nuls               | Votes nuls               | 82           | 3,19         | 101         | 3,77        |
| Total                    | Total                    | Total                    | Total                    | 2 572        | 100          | 2 678       | 100         |
| Abstention               | Abstention               | Abstention               | Abstention               | 7 721        | 75,01        | 7 618       | 73,99       |
| Inscrits / participation | Inscrits / participation | Inscrits / participation | Inscrits / participation | 10 293       | 24,99        | 10 296      | 26,01       |

### Canton de Châteauroux-3
| Candidats                | Candidats                | Partis                   | Nuance                   | Premier tour | Premier tour | Second tour | Second tour |
| Candidats                | Candidats                | Partis                   | Nuance                   | Voix         | %            | Voix        | %           |
| ------------------------ | ------------------------ | ------------------------ | ------------------------ | ------------ | ------------ | ----------- | ----------- |
|                          | Gil Avérous              | LR                       | LR                       | 2 232        | 64,12        | 2 724       | 74,26       |
|                          | Chantal Monjoint         | LR                       | LR                       | 2 232        | 64,12        | 2 724       | 74,26       |
|                          | Muriel Beffara-Martin    | EÉLV                     | ECO                      | 723          | 20,77        | 944         | 25,74       |
|                          | Raphaël Tillie           | EÉLV                     | ECO                      | 723          | 20,77        | 944         | 25,74       |
|                          | Rémy Bonaventure         | RN                       | RN                       | 526          | 15,11        |             |             |
|                          | Mylène Wunsch            | RN                       | RN                       | 526          | 15,11        |             |             |
|                          |                          |                          |                          |              |              |             |             |
| Suffrages exprimés       | Suffrages exprimés       | Suffrages exprimés       | Suffrages exprimés       | 3 481        | 96,29        | 3 668       | 93,50       |
| Votes blancs             | Votes blancs             | Votes blancs             | Votes blancs             | 73           | 2,02         | 141         | 3,59        |
| Votes nuls               | Votes nuls               | Votes nuls               | Votes nuls               | 61           | 1,69         | 114         | 2,91        |
| Total                    | Total                    | Total                    | Total                    | 3 615        | 100          | 3 923       | 100         |
| Abstention               | Abstention               | Abstention               | Abstention               | 9 155        | 71,69        | 8 851       | 69,29       |
| Inscrits / participation | Inscrits / participation | Inscrits / participation | Inscrits / participation | 12 770       | 28,31        | 12 774      | 30,71       |

### Canton de La Châtre
| Candidats                | Candidats                | Partis                   | Nuance                   | Premier tour | Premier tour | Second tour | Second tour |
| Candidats                | Candidats                | Partis                   | Nuance                   | Voix         | %            | Voix        | %           |
| ------------------------ | ------------------------ | ------------------------ | ------------------------ | ------------ | ------------ | ----------- | ----------- |
|                          | François Daugeron        | DVD                      | DVD                      | 2 952        | 62,97        | 3 586       | 77,96       |
|                          | Michèle Selleron         | DVD                      | DVD                      | 2 952        | 62,97        | 3 586       | 77,96       |
|                          | Didier Falle             | RN                       | RN                       | 945          | 20,16        | 1 014       | 22,04       |
|                          | Marie-Laure Marcou-Petit | RN                       | RN                       | 945          | 20,16        | 1 014       | 22,04       |
|                          | Pierre Rouve             | DVG                      | UG                       | 791          | 16,87        |             |             |
|                          | Danielle Sallandre       | PCF                      | UG                       | 791          | 16,87        |             |             |
|                          |                          |                          |                          |              |              |             |             |
| Suffrages exprimés       | Suffrages exprimés       | Suffrages exprimés       | Suffrages exprimés       | 4 688        | 93,39        | 4 600       | 90,87       |
| Votes blancs             | Votes blancs             | Votes blancs             | Votes blancs             | 214          | 4,26         | 334         | 6,60        |
| Votes nuls               | Votes nuls               | Votes nuls               | Votes nuls               | 118          | 2,35         | 128         | 2,53        |
| Total                    | Total                    | Total                    | Total                    | 5 020        | 100          | 5 062       | 100         |
| Abstention               | Abstention               | Abstention               | Abstention               | 7 175        | 58,84        | 7 130       | 58,48       |
| Inscrits / participation | Inscrits / participation | Inscrits / participation | Inscrits / participation | 12 195       | 41,16        | 12 192      | 41,52       |

### Canton d'Issoudun
| Candidats                | Candidats                | Partis                   | Nuance                   | Premier tour | Premier tour | Second tour | Second tour |
| Candidats                | Candidats                | Partis                   | Nuance                   | Voix         | %            | Voix        | %           |
| ------------------------ | ------------------------ | ------------------------ | ------------------------ | ------------ | ------------ | ----------- | ----------- |
|                          | Lucie Barbier            | DVG                      | DVG                      | 1 384        | 41,39        | 2 478       | 100,00      |
|                          | Michel Bougault          | DVG                      | DVG                      | 1 384        | 41,39        | 2 478       | 100,00      |
|                          | Daniel Guiet             | PS                       | SOC                      | 923          | 27,60        | Retrait     | Retrait     |
|                          | Fanny Ries               | PS                       | SOC                      | 923          | 27,60        | Retrait     | Retrait     |
|                          | Sébastien Dulion         | RN                       | RN                       | 596          | 17,82        |             |             |
|                          | Claire Ropars            | RN                       | RN                       | 596          | 17,82        |             |             |
|                          | Régis Bonnin             | DVD                      | DVD                      | 441          | 13,19        |             |             |
|                          | Sandrine Metz            | DVD                      | DVD                      | 441          | 13,19        |             |             |
|                          |                          |                          |                          |              |              |             |             |
| Suffrages exprimés       | Suffrages exprimés       | Suffrages exprimés       | Suffrages exprimés       | 3 344        | 95,38        | 2 478       | 77,53       |
| Votes blancs             | Votes blancs             | Votes blancs             | Votes blancs             | 98           | 2,80         | 581         | 18,18       |
| Votes nuls               | Votes nuls               | Votes nuls               | Votes nuls               | 64           | 1,83         | 137         | 4,29        |
| Total                    | Total                    | Total                    | Total                    | 3 506        | 100          | 3 196       | 100         |
| Abstention               | Abstention               | Abstention               | Abstention               | 6 862        | 66,18        | 7 173       | 69,18       |
| Inscrits / participation | Inscrits / participation | Inscrits / participation | Inscrits / participation | 10 368       | 33,82        | 10 369      | 30,82       |

### Canton de Levroux
| Candidats                | Candidats                | Partis                   | Nuance                   | Premier tour | Premier tour | Second tour | Second tour |
| Candidats                | Candidats                | Partis                   | Nuance                   | Voix         | %            | Voix        | %           |
| ------------------------ | ------------------------ | ------------------------ | ------------------------ | ------------ | ------------ | ----------- | ----------- |
|                          | Nadine Bellurot          | LR                       | DVD                      | 2 732        | 55,52        | 3 466       | 74,78       |
|                          | Philippe Metivier        | LR                       | DVD                      | 2 732        | 55,52        | 3 466       | 74,78       |
|                          | Didier Cissé             | RN                       | RN                       | 1 095        | 22,25        | 1 169       | 25,22       |
|                          | Brigitte Pertin          | RN                       | RN                       | 1 095        | 22,25        | 1 169       | 25,22       |
|                          | Marie-Pierre Cloux       | PCF                      | DVG                      | 1 094        | 22,23        |             |             |
|                          | Yanick Compain           | PCF                      | DVG                      | 1 094        | 22,23        |             |             |
|                          |                          |                          |                          |              |              |             |             |
| Suffrages exprimés       | Suffrages exprimés       | Suffrages exprimés       | Suffrages exprimés       | 4 921        | 93,89        | 4 635       | 90,19       |
| Votes blancs             | Votes blancs             | Votes blancs             | Votes blancs             | 204          | 3,89         | 276         | 5,37        |
| Votes nuls               | Votes nuls               | Votes nuls               | Votes nuls               | 116          | 2,21         | 228         | 4,44        |
| Total                    | Total                    | Total                    | Total                    | 5 241        | 100          | 5 139       | 100         |
| Abstention               | Abstention               | Abstention               | Abstention               | 7 857        | 59,99        | 7 961       | 60,77       |
| Inscrits / participation | Inscrits / participation | Inscrits / participation | Inscrits / participation | 13 098       | 40,01        | 13 100      | 39,23       |

### Canton de Neuvy-Saint-Sépulchre
| Candidats                | Candidats                | Partis                   | Nuance                   | Premier tour | Premier tour | Second tour | Second tour |
| Candidats                | Candidats                | Partis                   | Nuance                   | Voix         | %            | Voix        | %           |
| ------------------------ | ------------------------ | ------------------------ | ------------------------ | ------------ | ------------ | ----------- | ----------- |
|                          | Virginie Fontaine        | DVD                      | DVD                      | 2 258        | 52,84        | 2 811       | 68,36       |
|                          | Christian Robert         | DVD                      | DVD                      | 2 258        | 52,84        | 2 811       | 68,36       |
|                          | Aline Démolles           | PCF                      | UGE                      | 1 171        | 27,40        | 1 301       | 31,64       |
|                          | Dominique Viard          | EÉLV                     | UGE                      | 1 171        | 27,40        | 1 301       | 31,64       |
|                          | Marie de Buttet          | RN                       | RN                       | 844          | 19,75        |             |             |
|                          | Jean-Claude Leduc        | RN                       | RN                       | 844          | 19,75        |             |             |
|                          |                          |                          |                          |              |              |             |             |
| Suffrages exprimés       | Suffrages exprimés       | Suffrages exprimés       | Suffrages exprimés       | 4 273        | 93,26        | 4 112       | 90,85       |
| Votes blancs             | Votes blancs             | Votes blancs             | Votes blancs             | 188          | 4,10         | 251         | 5,55        |
| Votes nuls               | Votes nuls               | Votes nuls               | Votes nuls               | 121          | 2,64         | 163         | 3,60        |
| Total                    | Total                    | Total                    | Total                    | 4 582        | 100          | 4 526       | 100         |
| Abstention               | Abstention               | Abstention               | Abstention               | 7 284        | 61,39        | 7 339       | 61,85       |
| Inscrits / participation | Inscrits / participation | Inscrits / participation | Inscrits / participation | 11 866       | 38,61        | 11 865      | 38,15       |

### Canton de Saint-Gaultier
| Candidats                | Candidats                | Partis                   | Nuance                   | Premier tour | Premier tour | Second tour | Second tour |
| Candidats                | Candidats                | Partis                   | Nuance                   | Voix         | %            | Voix        | %           |
| ------------------------ | ------------------------ | ------------------------ | ------------------------ | ------------ | ------------ | ----------- | ----------- |
|                          | Lydie Lacou              | LR                       | UDI                      | 1 831        | 40,47        | 2 749       | 64,58       |
|                          | Gérard Mayaud            | UDI                      | UDI                      | 1 831        | 40,47        | 2 749       | 64,58       |
|                          | Damien Barré             | PS                       | UG                       | 1 007        | 22,26        | 1 508       | 35,42       |
|                          | Claire Leroy             | PCF                      | UG                       | 1 007        | 22,26        | 1 508       | 35,42       |
|                          | Yvonne Garcia            | RN                       | RN                       | 997          | 22,04        |             |             |
|                          | Laurent Petit            | RN                       | RN                       | 997          | 22,04        |             |             |
|                          | Carole Bodin             | LREM                     | UCG                      | 689          | 15,23        |             |             |
|                          | Philippe Gourlay         | LREM                     | UCG                      | 689          | 15,23        |             |             |
|                          |                          |                          |                          |              |              |             |             |
| Suffrages exprimés       | Suffrages exprimés       | Suffrages exprimés       | Suffrages exprimés       | 4 524        | 90,34        | 4 257       | 90,34       |
| Votes blancs             | Votes blancs             | Votes blancs             | Votes blancs             | 161          | 6,56         | 309         | 6,56        |
| Votes nuls               | Votes nuls               | Votes nuls               | Votes nuls               | 98           | 3,10         | 146         | 3,10        |
| Total                    | Total                    | Total                    | Total                    | 4 783        | 100          | 4 712       | 100         |
| Abstention               | Abstention               | Abstention               | Abstention               | 8 050        | 63,28        | 8 120       | 63,28       |
| Inscrits / participation | Inscrits / participation | Inscrits / participation | Inscrits / participation | 12 833       | 36,72        | 12 832      | 36,72       |

### Canton de Valençay
| Candidats                | Candidats                | Partis                   | Nuance                   | Premier tour | Premier tour | Second tour | Second tour |
| Candidats                | Candidats                | Partis                   | Nuance                   | Voix         | %            | Voix        | %           |
| ------------------------ | ------------------------ | ------------------------ | ------------------------ | ------------ | ------------ | ----------- | ----------- |
|                          | Claude Doucet            | UDI                      | UD                       | 3 173        | 62,28        | 3 591       | 73,50       |
|                          | Mireille Duvoux          | LR                       | UD                       | 3 173        | 62,28        | 3 591       | 73,50       |
|                          | Annette Porte            | RN                       | RN                       | 1 267        | 24,87        | 1 295       | 26,50       |
|                          | Alain Retsin             | RN                       | RN                       | 1 267        | 24,87        | 1 295       | 26,50       |
|                          | Gisèle Besson            | PCF                      | COM                      | 655          | 12,86        |             |             |
|                          | Guy Estager              | PCF                      | COM                      | 655          | 12,86        |             |             |
|                          |                          |                          |                          |              |              |             |             |
| Suffrages exprimés       | Suffrages exprimés       | Suffrages exprimés       | Suffrages exprimés       | 5 095        | 93,62        | 4 886       | 91,57       |
| Votes blancs             | Votes blancs             | Votes blancs             | Votes blancs             | 221          | 4,06         | 299         | 5,60        |
| Votes nuls               | Votes nuls               | Votes nuls               | Votes nuls               | 126          | 2,32         | 151         | 2,83        |
| Total                    | Total                    | Total                    | Total                    | 5 442        | 100          | 5 336       | 100         |
| Abstention               | Abstention               | Abstention               | Abstention               | 8 002        | 59,52        | 8 111       | 60,32       |
| Inscrits / participation | Inscrits / participation | Inscrits / participation | Inscrits / participation | 13 444       | 40,48        | 13 447      | 39,68       |